# إل جي GW620
إل جي GW620 (بالإنجليزية: LG GW620) هو هاتف ذكي من إل جي أليكترونيكس يعمل بنظام أندرويد، طرح في الأسواق في نوفمبر 2009.

## الخصائص
- نظام التشغيل: أندرويد
- الكاميرا الخلفية: 5 ميجابكسل
- الشاشة: 320 × 480
- الوزن: 139 غرام
- المعالج: 528 ميجا هرتز